# Ionciovo, Kărdjali
Ionciovo (în bulgară Йончово) este un sat în comuna Cernoocene, regiunea Kărdjali,  Bulgaria. 

## Demografie
Componența etnică a satului Ionciovo
     Turci (99,32%)
     Nicio identificare (0,67%)
     Altele (0%)
La recensământul din 2011, populația satului Ionciovo era de 148 locuitori. Din punct de vedere etnic, majoritatea locuitorilor (99,32%) erau turci. Pentru 0,67% din locuitori nu este cunoscută apartenența etnică.